# Крістіана (округ Дейн, Вісконсин)
Крістіана (англ. Christiana) — місто (англ. town) в США, в окрузі Дейн штату Вісконсин. Населення — 1235 осіб (2010).

## Демографія
Згідно з переписом 2010 року, у місті мешкало 1235 осіб у 478 домогосподарствах у складі 338 родин. Було 497 помешкань
Расовий склад населення:
| - 97,3 % — білих - 1,1 % — чорних або афроамериканців - 0,2 % — вихідців з тихоокеанських островів - 0,2 % — азіатів |

До двох чи більше рас належало 1,1 %. Частка іспаномовних становила 0,6 % від усіх жителів.
За віковим діапазоном населення розподілялося таким чином: 24,0 % — особи молодші 18 років, 61,9 % — особи у віці 18—64 років, 14,1 % — особи у віці 65 років та старші. Медіана віку мешканця становила 44,1 року. На 100 осіб жіночої статі у місті припадало 109,0 чоловіків;  на 100 жінок у віці від 18 років та старших — 105,0 чоловіків також старших 18 років.
Середній дохід на одне домашнє господарство  становив 97 644 долари США (медіана — 87 000), а середній дохід на одну сім'ю — 108 355 доларів (медіана — 98 375). Медіана доходів становила 52 171 долар для чоловіків та 50 441 долар для жінок. За межею бідності перебувало 4,7 % осіб, у тому числі 2,1 % дітей у віці до 18 років та 6,0 % осіб у віці 65 років та старших.
Цивільне працевлаштоване населення становило 806 осіб. Основні галузі зайнятості: освіта, охорона здоров'я та соціальна допомога — 18,9 %, роздрібна торгівля — 14,0 %, виробництво — 13,8 %.